# Зайсан (мемориал)
Мемориал в память советских воинов на За́йсан-Толгое (монг. Зайсан толгой дээр Зөвлөлтийн дайчдын дурсгалд зориулсан хөшөө) — мемориальный комплекс в честь поддержки Красной Армией монгольской Народной революции и советско-монгольской победы при Халхин-Голе, располагающийся в районе Улан-Батора Хан-Уул на холме Зайсан-Толгой.

## Описание
До 1971 года на холме Зайсан находился обелиск в память советских воинов, погибших при Халхин-Голе. В 1979 году, к 40-й годовщине боёв, был открыт новый мемориальный комплекс. В создании ансамбля приняла участие большая группа архитекторов, скульпторов и художников-монументалистов МНР под руководством архитектора А. Хишигта.
На вершине холма находится бетонный шпиль, увенчанный серпом, молотом и знаком соёмбо. У его основания располагается фигура Советского солдата с поднятым знаменем Победы, созданная скульпторами Ц. Доржсурэном и П. Зулзагой. Скульптура обрамлена декоративным кольцом с традиционным монгольским орнаментом, обрамляющим барельефные боевые ордена и медали СССР и МНР со внешней стороны. Сюжетами настенной мозаики авторства Я. Уржинэ и Б. Доржханда с внутренней стороны кольца выступают сцены поддержки Советской Россией Народной революции 1921 года, поражения Квантунской армии при Халхин-Голе, разгрома нацистской Германии и достижений мирного времени, как то советские космические полёты. К мемориалу ведёт трёхсотступенная лестница. Со смотровой площадки открывается вид на Улан-Батор и долину реки Туул.
В центре кольца находится вечный огонь, ныне не действующий, а также урны с землёй с мест боевой славы СССР и МНР.
В 2003 году установленный около дороги между центром города и мемориалом танк из танковой бригады «Революционная Монголия», построенной на средства МНР и переданной в дар советской армии в Великую Отечественную войну, был перемещён к подножию холма. На постаменте танка располагается карта боевого пути бригады. В 2009 году, по случаю 70-летней годовщины Халхин-Гола, была проведена масштабная реставрация мемориала, а на ближайшее время у подножия холма запланировано строительство культурно-развлекательного комплекса.
Зайсан — популярное место для школьных экскурсий и торжеств по случаю окончания средней школы, а также одно из любимых мест встреч горожан. В 2006 году у подножия Зайсан-Толгоя был основан Международный парк Будды.